# Médiouna (Maroc)
Pour les articles homonymes, voir Mediouna.
Médiouna est une ville du Maroc, chef-lieu de la province de Médiouna, dans le Casablanca-Settat. Elle est limitrophe de la ville de Casablanca, du côté de Aïn Chock.

## Histoire
La ville tire son nom de la tribu voisine des Mediouna, une tribu d'origine berbère zénète dont le territoire se trouvait dans la plaine de la chaouïa marocaine, couvrant partiellement l'emplacement de l'actuelle Casablanca.

## Environnement
La ville est connue pour sa plus grande décharge de déchets de Casablanca. Tous les déchets collectés à Casablanca sont réceptionnés et traités dans le site de la décharge de Médiouna.  Elle reçoit chaque jour des déchets provenant du service public de propreté ainsi que des organismes privés. À la suite du manque de maîtrise de cette décharge qui est censée être « contrôlée » par l’État, les citoyens de Casablanca, notamment ceux des provenances de Médiouna (Nouacer, Deroua, Bouskoura…), se sont mobilisés pour dénoncer cette négligence des responsables communaux et ont essayé d’ouvrir un débat public concernant les risques écologiques et leur impact sur la santé du citoyen. Beaucoup d’associations réclament la fermeture définitive de cette décharge.